# گورستان پاون مکر
گورستان پاون مکر مربوط به سده‌های متاخر دوران‌های تاریخی پس از اسلام است و در شهرستان گیلانغرب، بخش مرکزی، دهستان ویژنان، ۲۰ متری شرق روستای پاون مکر واقع شده و این اثر در تاریخ ۲۶ اسفند ۱۳۸۷ با شمارهٔ ثبت ۲۵۶۲۷ به‌عنوان یکی از آثار ملی ایران به ثبت رسیده است.